# Charltona rufalis
Charltona rufalis là một loài bướm đêm trong họ Crambidae.